# Cypridinelliformidae
De Cypridinelliformidae zijn een familie van uitgestorven kreeftachtigen uit de klasse van de Ostracoda (mosselkreeftjes).

## Geslacht
- Cypridinelliforma Bless, 1971 †